# 투투장부주
《투투장부주》(중국어 간체자: 偷偷藏不住, 병음: Tōutōu cáng bù zhù, 영어: Hidden Love 히든 러브[*])은 2023년 방영된 중화인민공화국의 드라마이다.